# Battle of the Sexes
Battle of the Sexes es el séptimo álbum del rapero del sur Ludacris. El álbum salió a la venta el 9 de marzo de 2010. Salió bajo producción de Disturbing Tha Peace y Def Jam. El álbum alcanzó el número uno en la lista de los Estados Unidos, convirtiendo se así en el cuarto número uno del artista.

## Información del álbum
El objetivo del álbum en un principio era el de hacer un álbum de colaboración entre Luda y Shawnna, pero esta acabaría marchándose a la productora de T-Pain, por lo que Luda tuvo que sacar el álbum el solo. Así pues Luda sacó adelante el álbum mediante colaboraciones con otros artistas como Lil' Kim, Eve, Trina, Ciara, Ne-Yo, Monica y Gucci Mane. El álbum contaría además con la producción de gente tan reputada como Pharrell, Swizz Beatz y Bangladés.

## Lanzamiento y promoción
El álbum fue finalmente lanzado el 9 de marzo de 2010. El primer sencillo en salir a la luz fue "How Low", el cual salió el 8 de diciembre de 2009, y se convirtió en un gran éxito. Alcanzó la 6# posición. El segundo sencillo fue "My Chick Bad", con Nicki Minaj, el cual salió el 23 de febrero de 2010 (poco antes de que saliera el álbum). El tercer y último sencillo, que salió a la venta el 18 de mayo, fue "Sex Room" con Trey Songz, no tuvo tanto éxito comercial como las anteriores.

## Ventas del álbum
El álbum debutó directamente en el número uno de la lista Billboard 200 vendiendo 137.300 copias en su primera semana. En su segunda bajo al segundo puesto vendiendo 61.200 copias. En su tercera semana bajó al sexto puesto vendiendo 45,000 copias. Así hasta que el álbum fue calificado oro en junio. En septiembre de 2010 el álbum ha vendido unas 530.000 copias.

## Lista de canciones
| #  | Título                 | Colaborador          | Duración |
| -- | ---------------------- | -------------------- | -------- |
| 1  | "Intro"                | —                    | 1:28     |
| 2  | "How Low"              | —                    | 3:21     |
| 3  | "My Chick Bad"         | Nicki Minaj          | 3:36     |
| 4  | "Everybody Drunk"      | Lil' Scrappy         | 4:10     |
| 5  | "I Do It All Night"    | —                    | 4:41     |
| 6  | "Sex Room"             | Trey Songz           | 5:30     |
| 7  | "I Know You Got a Man" | Flo Rida             | 4:03     |
| 8  | "Hey Ho"               | Lil' Kim & Lil' Fate | 4:12     |
| 9  | "Party No Mo'"         | Gucci Mane           | 4:21     |
| 10 | "B.O.T.S.Radio"        | I-20                 | 4:56     |
| 11 | "Can't Live with You"  | Monica               | 4:19     |
| 12 | "Feelin' So Sexy"      | Shawnna              | 3:29     |
| 13 | "Tell Me a Secret"     | Ne-Yo                | 4:18     |
| 14 | "My Chick Bad (Remix)" | Diamond, Trina & Eve | 3:23     |
| 15 | "Sexting"              | —                    | 4:43     |
| 16 | "How Low (Remix)"      | Ciara & Pitbull      | 3:55     |
| 17 | "Rollercoaster"        | Shawnna & Dru Hill   | 5:18     |

## Posiciones en las listas
| Listas (2010)                         | Posición |
| ------------------------------------- | -------- |
| Canadian Albums Chart                 | 17       |
| Swiss Albums Chart                    | 82       |
| UK R&B Albums Chart                   | 14       |
| UK Albums Chart                       | 58       |
| U.S. Billboard 200                    | 1        |
| U.S. Billboard Top R&B/Hip-Hop Albums | 1        |
| U.S. Billboard Top Rap Albums         | 1        |